# Fredrik Ingier
Fredrik Ingier, född den 11 februari 1805 i Ullensaker, död den 28 juni 1882 i Skedsmo, var en norsk präst och teologisk författare.
Ingier blev teologie kandidat 1825, 1831 kyrkoherde i Vinje, senare i Ramnes och 1849 i Skedsmo. Ivrig anhängare av Grundtvigs kyrkliga åskådning, uppträdde Ingier på 1850-talet i litteraturen mot prästen Gustav Adolph Lammers och den av honom framkallade rörelsen. På 1860-talet opponerade han både skriftligen och muntligen mot teologiska fakulteten vid universitetet och den i norska kyrkan rådande pietistiska riktningen.